# Cratere Peary
Il cratere Peary è il più grande cratere da impatto in prossimità del Polo nord lunare. È stato battezzato "Peary" in onore dell'esploratore statunitense Robert Edwin Peary.

## Morfologia
Dalla Terra il cratere appare sul bordo settentrionale della faccia visibile della Luna. A questa latitudine l'interno del cratere riceve poca luce solare, mentre le parti del fondo poste a sud rimangono addirittura sempre al buio. La forma del cratere è quasi circolare, con un rigonfiamento verso l'esterno lungo il bordo craterico a nord-est. C'è una lacuna nel bordo a sud-ovest, dove vi si unisce una formazione craterica leggermente più piccola e con i bordi deteriorati. Laddove è eroso e usurato, il bordo esterno di Peary presenta dei picchi montuosi che producono ombre lunghe sul fondo del cratere. Il fondo del cratere è relativamente pianeggiante, ma caratterizzato in molte zone, soprattutto nella parte orientale, dalla presenza di numerosi altri piccoli crateri. Il terzo meridionale della cavità interna rimane sempre invece avvolto dalle tenebre, per cui i dettagli morfologici non possono essere distinti facilmente.
Vicino al bordo meridionale di Peary si trova il cratere di lava Byrd usurato. A nord-ovest, a circa un quarto della distanza verso il polo nord lunare, c'è il più grande cratere Hermite. Sul lato opposto del polo, sulla faccia nascosta della Luna, si trova l'ancora più grande cratere Rozhdestvenskiy.

## Prospettive per la colonizzazione
Una singolarità del cratere Peary è che alcune parti più elevate del bordo ricevono sempre la luce del Sole; queste zone, chiamate collettivamente Vette della luce eterna), sono l'unica regione del sistema solare finora conosciuta in cui il Sole non tramonta mai. Il fenomeno, dovuto alle caratteristiche dell'asse di rotazione lunare e all'altezza dei picchi del cratere, fu osservato nel 1994 nel corso della missione Clementine e descritto in una comunicazione breve apparsa nel 2004 sulla rivista Nature. Poiché nelle zone perennemente illuminate le variazioni termiche dovrebbero essere molto contenute, mentre il fondo rimanendo sempre al buio dovrebbe contenere acqua ghiacciata in grandi quantità, le Vette della luce eterna sono candidate a ospitare una eventuale base lunare nel quadro della colonizzazione della Luna.